# Кастильоне (футбольный клуб)
«Кастильоне» (итал. F.C. Castiglione S.r.l.) — итальянский футбольный клуб, представляющий город Кастильоне-делле-Стивьере в Чемпионате Италии по футболу. Клуб выступает в Высшем дивизионе Профессиональной лиги — третьем по силе дивизионе чемпионата Италии. Основан в 1946 году. Вновь возрождён в 2008 году. Домашние матчи проводит на местной арене «Уго Лусетти», вмещающей 2 000 зрителей. В сезонах 2012/2013 и 2013/2014, когда клуб выступал во Втором дивизионе Профессиональной лиги, «Кастильоне» принимал гостей на домашнем стадионе клуба «Мантова» «Данило Мартелли» в Мантуя. Команда никогда в своей истории не поднималась в Серию A, и Серию B, в сезоне 2014/15 клуб впервые в своей истории выступает в Высшем дивизионе Профессиональной лиги.

## Сезоны по дивизионам
- Высший дивизион Профессиональной лиги — 1 сезон.
- Второй дивизион Профессиональной лиги — 2 сезона.
- Серия D — 3 сезона.
- Эчеленца — 11 сезонов.